# Franciszek Józef Przewoski
Franciszek Józef Przewoski herbu Trąby (ur. w 1629 w Przywózkach, zm. 24 maja 1701 w Krakowie) – polski naukowiec, profesor i rektor Akademii Krakowskiej.

## Życiorys
Studiował w Akademii Krakowskiej uzyskując w 1650 stopień bakałarza, a w 1652 magistra sztuk wyzwolonych. Wykładał na Wydziale Filozoficznym w latach 1652–1654 arytmetykę i filozofię. W 1654 oddelegowany do pracy w Akademii Lubrańskiego w Poznaniu. W 1661 powrócił do Krakowa, w 1665 uzyskał tytuł profesora królewskiego i rozpoczął zajęcia z hebraistyki, którą wykładał obok filozofii przez kolejne 10 lat. Obrany w 1665 na dziekana Wydziału Filozoficznego funkcję tę pełnił jeszcze kilkakrotnie do 1672. 22 września 1666 otrzymał kanonię w kolegiacie św. Anny w Krakowie. W 1670  wyjechał do Padwy, gdzie podjął studia medyczne. 31 lipca 1670 otrzymał promocję na doktora medycyny. 17 kwietnia 1671 po powrocie do Krakowa został powołany na funkcję bibliotekarza Kolegium Większego. Reprezentował interesy Uniwersytetu: na sejmie 1672 w Warszawie. 21 marca 1672 został profesorem Wydziału Teologicznego, 15 kwietnia 1672 uzyskując stopień bakałarza teologii. 27 stycznia 1684 uzyskał doktorat teologii. W uroczystości tej uczestniczył król Jan III Sobieski z rodziną oraz  biskup krakowski Jan Małachowski. Kilkakrotnie pełnił urząd dziekana Wydziału Teologicznego, sześciokrotnie wybierany był rektorem krakowskiej uczelni. Piastował godność prokuratora kanonizacji Jana Kantego. Pełnił także obowiązki cenzora diecezji krakowskiej, a od 1691 nosił tytuł sekretarza królewskiego. Pod koniec życia poświęcił się przede wszystkim pracy duszpasterskiej w kolegiacie św. Floriana, gdzie od października 1694 był proboszczem. W testamencie zapisał Uniwersytetowi sumę 3000 zł ustanawiając równocześnie fundusz dla studentów z rodzinnego Podlasia pochodzenia szlacheckiego.